# 白马鸡
白马鸡（学名：Crossoptilon crossoptilon）又名雪雉、历史上也曾经被称作藏马鸡（当时认为藏马鸡系本物种的一个亚种，根据分布地域将当时本物种的各个亚种统称为藏马鸡），是中国特有鸟种。

## 生态环境
白马鸡是典型的高原鸟类，生活在海拔3000米至雪线之间的高原。多结成二十到三十只的小群活动于海拔相对较低的松林或橡树林的林缘地带，或活动于海拔较高的高山杜鹃丛中，常见与血雉、雉鹑等其他物种混群。本物种不喜欢空旷平阔的环境，但不似马鸡属其他物种那般胆小，有时会结群活动至藏民的藏包附近。

## 分布地域
白马鸡仅见于中国西藏东部、甘肃、青海南部、云南和四川西部的高原地带

## 外形特征
白马鸡系体形较大的雉类，体长可达近1米。雄雌同形同色。成鸟头顶黑色，为细密的绒状羽毛，面部为同样细密的红色绒状羽毛，分布

白马鸡面部特写

在眼周区域，一双白色的耳状羽较之同属其他种类要稍短一些，并不突出在头部以外，同时由于体羽亦为白色，对比甚不鲜明，因此耳羽不甚显著；上下体羽色为纯白色，羽毛蓬松粗大，目测观察颇有哺乳动物皮毛的质感；翅上覆羽尾上覆羽均沾蓝灰色，次级飞羽蓝黑色；尾羽基部白色至端部逐渐过渡为蓝黑色。整体给人感觉自头而尾从双腿以后开始逐渐过渡为蓝黑色。虹膜橘黄色；喙浅粉色；脚红色，有距。安静状态下的叫声：播放ⓘ

## 分类
白马鸡 Crossoptilon crossoptilon是马鸡属中亚种最多的一个。
- 指名亚种 C. c. crossoptilon
- 丽江亚种 C. c. lichiangense
- 昌都亚种 C. c. drouynii
- 玉树亚种 C. c. dolani

## 生态习性
白马鸡为典型的植食性鸟类，它们的食物包括高原野生植物如蕨类植物、苔藓、草根和农作物如青稞种子等，偶尔取食一些昆虫，主要包括鞘翅目、鳞翅目的虫子。
野外繁殖不详，鸟类学者郑作新曾在青海玉树采集到过一个白马鸡的巢，隐藏在朽倒的枯木下，由云杉枝、苔藓、枯草、羽毛搭建而成。

## 保护现状
- - CITES濒危等级： 附录I 生效年代：1997年
  - IUCN濒危等级： 易危 生效年代：1996年
  - IUCN濒危等级： 近危 生效年代：2003年
  - 中国国家重点保护等级： 二级 生效年代：1989年
  - 中国濒危动物红皮书等级： 易危 生效年代：1996年
  - 濒危因素：栖息地破坏、非法捕猎和天敌威胁是造成本物种濒危的主要因素，最适宜白马鸡栖息的林带在当地是主要的用材林，因此本物种适宜的栖息地正在不断萎缩造成对本物种的威胁；当地居民捕猎本物种和掏取本物种鸟卵作为食物有很长的历史，而且本物种的尾羽曾经被用来制作装饰品，都使本物种面临非法捕猎的威胁。